# École internationale de mathématiques et de sciences de Princeton
L'École Internationale de Mathématiques et de Sciences de Princeton (en anglais : Princeton International School of Mathematics and Science, PRISMS) est une école américaine indépendante fondée en 2013 par Jiang Bairong et située à Princeton, dans le New Jersey. Elle propose un enseignement aux élèves du secondaire à la douzième année.

## Formation
La PRISMS propose des cursus scolaires spécialisés en mathématiques, en sciences naturelles et en ingénierie, ainsi qu'en sciences humaines et en langues. La plupart des étudiants de l'école sont formés pour exercer des métiers en lien avec les sciences, la technologie, l'ingénierie et des mathématiques (STIM). Comme beaucoup d'autres écoles américaines, la PRISMS met plusieurs activités extra-scolaires à disposition de ses étudiants, de même qu'un service communautaire. Elle accueille aussi des étudiants en mobilité internationale.
L'admission à PRISMS est soumise à une sélection préalable. L'école est réputée pour la qualité de son enseignement, une partie des étudiants continuant leurs études dans des collèges et universités aux États-Unis comme à l'étranger.

## Effectifs
Pendant l'année scolaire 2021-2022, l'école avait un effectif de 117 élèves et de 24 enseignants titulaires, soit un ratio élèves-enseignant de 4,9 pour 1. Dès l'inauguration, l'ambition de son fondateur était d'agrandir la capacité de l'école à 300 étudiants. 
L'école s'étend sur un terrain de 2,59 hectares (25 900 m2). Pour l'année scolaire 2013-2014, l'American Boychoir School (en) de Princeton autorise un nombre maximum d'élèves de 82. Les résidents à proximité de l'école ont exprimé leur opposition aux plans d'expansion de l'école,.